# Овсянников, Константин Петрович
Константин Петрович Овсянников (1927—1979) — бригадир тракторно-полеводческой бригады колхоза им. XIX партсъезда Энгельсского района, Герой Социалистического Труда.
Родился в деревне Тиляляновка Шапкинского района Тамбовской области. В 1942—1944 годах работал в колхозе «Красная Звезда», в 1944—1947 годах служил в РККА.
После демобилизации — бригадир полеводческой бригады в колхозе «Красная Звезда».
В 1950 году переехал в село Романовка Романовского района, работал учётчиком, заправщиком, заместителем председателя по животноводству в колхозе им. Калинина.
С 1958 по 1979 год бригадир тракторно-полеводческой бригады колхоза им. XIX партсъезда Энгельсского района. Один из первых перешёл на безнарядную аккордно-премиальную систему оплаты труда.
Избирался делегатом III Всероссийского съезда колхозников и был членом Союзного Совета колхозников.
За высокие производственные показатели присвоено звание Героя Социалистического Труда. Награждён серебряной медалью ВДНХ.
В 1975 году присуждена Государственная премия СССР — за выдающиеся достижения в получении высоких и устойчивых урожаев зерновых культур на основе постоянного повышения плодородия земель, эффективного использования достижений науки, техники и новых форм организации труда.
Умер в 1979 году.